# Юркин, Николай Иванович
Никола́й Ива́нович Ю́ркин (18 ноября 1918, Ямное, Черниговская губерния — 29 сентября 1981, Тирасполь) — участник Великой Отечественной войны, командир звена 98-го гвардейского отдельного разведывательного авиационного полка Главного командования ВВС Красной Армии, Герой Советского Союза.

## Биография
Николай Иванович Юркин родился 18 ноября 1918 года.
Проживал в городе Анжеро-Судженск Кемеровской области, там же он окончил фельдшерско-акушерскую школу.
Николай Иванович Юркин был призван в РККА в 1939 году, а уже в 1940 году окончил Новосибирскую военно-авиационную школу пилотов.
На фронт попал в августе 1941 года. В 1943 году вступил в ВКП(б).
К сентябрю 1943 года старший лейтенант Николай Иванович Юркин совершил сто тринадцать успешных боевых вылетов на аэрофотосъемку и бомбардировку войск противника, при этом нанёс врагу значительный урон в живой силе и боевой технике.
Николай Иванович Юркин после войны продолжил службу в рядах ВВС СССР, но в 1960 году полковник Николай Иванович Юркин уходит в запас, а затем в отставку.
После ухода в отставку Николай Иванович Юркин проживал в городе Тирасполь Молдавской ССР. Там он работал старшим инспектором по кадрам, а потом старшим диспетчером на заводе «Электромаш».
Николай Иванович Юркин умер 29 сентября 1981 года.

## Награды
- Медаль «Золотая Звезда» Героя Советского Союза;
- орден Ленина;
- три ордена Красного Знамени;
- орден Отечественной войны I степени;
- орден Красной Звезды;
- медали.

## Память
- Похоронен на кладбище «Дальнее» города Тирасполя.